# Club Deportivo Waterpolo 9802
El Club Deportivo Waterpolo 9802 es un club de waterpolo con sede en Pamplona (Navarra) España.

## Historia
La sección de waterpolo femenino militaba en la primera división nacional femenina de waterpolo y consigue en 2011 el ascenso a División de Honor.
La sección de waterpolo masculino consigue en 2011 el ascenso a la segunda división nacional.

## Piscina
La piscina utilizada está dentro del Pabellón de la Universidad Pública de Navarra.

## Palmarés de Waterpolo
- 2 Copas Euskal Herria de waterpolo femenino (2009 y 2006) (Resultados desde 2006)
- 1 Liga Euskal Herria de waterpolo femenino (2005) (Resultados desde 2004)
- 3 Ligas Euskal Herria de waterpolo masculino (2011, 2008 y 2006)
- 1 Copa Euskal Herria de waterpolo masculino (2011)